# История повседневности
История повседневности (нем. Alltagsgeschichte) — одно из современных направлений развития исторической науки. Сформировалось во второй половине XX века в процессе становления так называемой «новой истории».
В рамках этого направления ведутся исследования условий жизни, труда и отдыха (быта, условий проживания, рациона питания, способов лечения, социальной адаптации), а также факторов, влияющих на формирование сознания и норм поведения, социально-политические предпочтения и т. д. подавляющего большинства населения («обычных людей») той или иной страны в тот или иной исторический период. История повседневности — это история тех, без кого не могло бы быть истории, но кто для историков остался в истории преимущественно «безымянным» и «молчаливым». Иногда рассматривается как направление, связанное с теорией моды.

## История повседневности в историографии
История повседневности как отдельное направление развития исторической науки сложилась в среде западногерманских учёных молодого поколения, которые в условиях системного кризиса немецкой исторической науки противопоставили традиционному изучению новой и новейшей социальной истории Германии (главным образом — государственной политики, глобальных общественных и экономических структур и процессов) исследование «малых жизненных миров» и повседневной жизни рядовых граждан. Основой становления истории повседневности были, с одной стороны, разочарование немецких граждан в надеждах на быстрые и коренные изменения в экономике и социальной жизни, а с другой — скепсис относительно безграничных возможностей индустриального общества. В этом смысле история повседневности в своё время расценивалась как новое, «альтернативное» культурное движение и как «альтернативная историография».

#### Франция
Во французской историографии своеобразными предтечами истории повседневности стали исследования М. Блока («Короли-чудотворцы», «Феодальное общество») и Л. Февра, в которых предметом анализа были эмоциональные, инстинктивные и имплицитные — такие, которые могут быть обнаружены только через их связи с другими объектами или процессами, — сферы мышления социальных низов общества, а также Ф. Броделя о «материальной цивилизации, экономике и капитализме XV—XVIII веков» (его труд «Структуры повседневности» был посвящён именно сфере повседневной жизни тогдашних людей), М. де Серто и П. Бурдье по проблемам этнологии и социологии.

#### Великобритания
В Великобритании значительное влияние на развитие там истории повседневности имели труды «отца» новой британской социальной истории Э. Томпсона (в частности, известная его монография «Становление английского рабочего класса» (1963)), а также исследования либерально настроенных британских историков, работавших в области социальной истории и пытавшихся создать теоретическую картину реальной мозаики различных сторон повседневной жизни различных социальных групп и индивидов.

#### Германия
В Германии в процессе становления истории повседневности её адептам пришлось выдержать жесткую критику авторитетных историков, которые видели в своих оппонентах сторонников левых политических идей, а саму историю повседневности расценивали как альтернативное направление социально-научной истории (social science history), которое отрицает идею рациональности и изменяет ценностям евроатлантической цивилизации. В Великобритании и Франции, и особенно в США отношение историков-традиционалистов к истории повседневности было более доброжелательным. Окончательное признание научным обществом, в том числе и в Германии, того, что история повседневности является составной частью исторической науки, состоялось лишь в конце 1980-х годов.

#### Россия
Российская историография обратила внимание на вопросы истории повседневности преимущественно в 1990-е годы, хотя в том или ином виде близкая к повседневности проблематика фигурировала в трудах историков (преимущественно в формулировке "быт и нравы") еще с XIX века. В настоящий момент проблематика истории повседневности пользуется достаточно большой популярностью в научной среде, создаются научные школы по различным периодам отечественной и всемирной истории. Среди ведущих современных российских исследователей истории повседневности можно отметить Н.Л. Пушкареву и Л.П. Репину из Москвы, а также В.А. Веременко из Санкт-Петербурга.

## Основа методологии
На сегодня в рамках истории повседневности сформировались два подхода. Сторонники первого подхода, исследуя «повседневность», акцентируют внимание на её «элементах повторяемости». Они считают, что именно из-за повторяемости и рутинизации происходит «подчинение людей авторитету» и, соответственно, стабилизация социальных структур. Адепты второго подхода в своих исследованиях «повседневности» ориентируются, наоборот, на выявление в ней переменного и внутренне противоречивого, чтобы через реконструкцию трансформаций «повседневности» выявить: каким образом участники исторического процесса становились или могли стать объектами истории, а каким — её субъектами.
Базу источников истории повседневности составляют древние тексты — церковные метрические записи, документы лечебных учреждений, брачные договорённости (контракты) и т. п., а также предметы повседневного быта, материалы устных опросов. Все это значительно расширяет предметное поле исторических исследований, а также даёт возможность исследователю максимально приблизиться к индивидууму или группе (не слишком многочисленной), которую он изучает. Именно благодаря истории повседневности в фокус исследований, например, немецких историков, попали самые разнообразные проявления преступности, получившие в своё время распространение в предреволюционной Пруссии (Д. Блазиус. Буржуазное общество и преступность, 1976), быт и семейную жизнь рабочих Рура (К. Тенфельде. Социальная история шахтеров Рура в XIX веке, 1977), мир бродяг и нищих в Баварии, Швабии и Франконии второй половины XVIII века (К. Кюхтхер. Люди на улице, 1983) и т. д.
История повседневности широко пользуется методами прикладной социологии, исторической демографии, антропологии, социальной психологии, культурологии. Приобретает популярность использование приёмов микроанализа. Заметно возрастает и значение количественных методов, особенно в работах американских исследователей.

## Критика
Критики истории повседневности прежде всего отмечают ограниченность её методологических, концептуальных и аналитических возможностей (Г. Велер и В. Моммзен), на игнорировании ею крупных историографических проблем, отрицании ею самого понятия «тотальная история» и отсутствии в ней методик сочетания результатов разнотематических исследований. В частности, требование максимального приближения исследователя к действующим лицам истории, что побуждает исследователя широко привлекать к своему анализу рассказы тех или иных лиц о самих себе, таит угрозу подмены собственно анализа пониманием и толкованием. Доминирование в истории повседневности эмпиризма при отсутствии в ней должного внимания к обоснованию теоретико-методологических основ исследования приводит к продуцированию сторонниками этого направления перегруженных мелкими деталями любительских работ.